# Ґінцбурґ Марія Борисівна
Марі́я Бори́сівна Ґі́нцбурґ (13 квітня (26 квітня) 1909, Житомир, Волинська губернія, Російська імперія — 18 липня 1984, Київ, УРСР, СРСР) — українська науковиця в царинах фармакології та біохімії. Старша наукова співробітниця Інституту біохімії (1941–1942), доктор біологічних наук (1962), професор (1964). Вивчала ферментні та неферментні білки тканин у нормі та при патології, біохімічні механізми токсичної дії спецречовин. Разом з професором Борисом Гольдштейном і доктором біологічних наук Г. М. Френкель, Ґінцбурґ розробила метод одержання препарату сухого бактеріофагу.
Здобула освіту у Фармацевтичному інституті в Києві 1930 року. З 1934 до 1944 року працювала в Інституті біохімії АН УРСР, з 1948 до 1976 ― в Українському науково-дослідному санітарно-хімічному інституті. 1953 року Ґінцбурґ стала керівницею лабораторії біохімії.